# Joe La Crasse 2 : Un bon gros loser
Série
Joe La Crasse
(2001)
Pour plus de détails, voir Fiche technique et Distribution.
Joe La Crasse 2 : Un bon gros loser (Joe Dirt 2: Beautiful Loser) est une comédie américaine écrite et réalisée par Fred Wolf, sortie en 2015. Il s'agit de la suite du film Joe La Crasse réalisé par Dennie Gordon.

## Synopsis
Joe La Crasse est aujourd'hui marié à Brandy et père de triplées. Pourtant, une tempête le transporte dans le passé et se retrouve dans les années 1960. Il va devoir parcourir les Etats-Unis pour retrouver sa famille...

## Fiche technique
- Titre original : Joe Dirt 2: Beautiful Loser
- Titre français : Joe La Crasse 2 : Un bon gros loser
- Réalisation : Fred Wolf
- Scénario : David Spade et Fred Wolf
- Édition : Joseph McCasland
- Photographie : Timothy A. Burton
- Musique : Waddy Wachtel
- Production : David Spade, Fred Wolf, Amy S. Kim, Jaimie Burke et Brian Tanke
- Distribution :  Crackle
- Pays d'origine :  États-Unis
- Langue originale : anglais
- Genre : Comédie et fantastique
- Durée : 106 minutes
- Dates de sortie :
  -  États-Unis : 16 juillet 2015

## Distribution
- David Spade : Joe La Crasse
- Brittany Daniel : Brandy
- Dennis Miller : Zander Kelly
- Adam Beach : Kickin' Wing
- Christopher Walken (VF : Bernard Tiphaine) : Anthony Benedetti / Clem Doore / Gert Fröbe
- Mark McGrath : Jimmy
- Patrick Warburton : Foggle / L'ange gardien
- Charlotte McKinney : Missy
- Colt Ford : lui-même
- Dallas Taylor : Lucky Louie
- Ron Flagge : Blake
- Toby Bronson : Toby